# 三重県立稲生高等学校
三重県立稲生高等学校（みえけんりついのうこうとうがっこう）は、三重県鈴鹿市稲生町に所在する公立の高等学校。

## 設置学科
普通科
- 情報コース（情報科系）
- ビジネスコース（商業科系）
- 食物調理コース（家庭科系）
- 自動車工業コース（工業科系）
- 介護福祉コース（福祉科系）
- アドバンスコース（五教科系）

体育科

## 沿革
- 1983年（昭和58年） - 創立。
- 1988年（昭和63年） - 体育科設置。
- 1998年（平成10年） - 普通科情報コース設置。
- 2004年（平成16年） - 普通科類型制導入。
- 2020年（令和2年） - 普通科コース制導入。

## 交通アクセス
- 近鉄名古屋線 白子駅西口から三重交通バス稲生高校行きに乗車、終点下車。（登下校時間帯1便ずつ）
- 伊勢鉄道伊勢線 鈴鹿サーキット稲生駅下車、徒歩で約8分。

## 卒業生
- 谷元圭介 - プロ野球選手（北海道日本ハムファイターズ→中日ドラゴンズ）投手
- 石川末廣 - 陸上競技選手（リオデジャネイロ五輪・男子マラソン日本代表選出）
- 筒井宏樹 - 柔道選手
- 藤井美穂 - アメリカでモデル
- 大谷政弘 - アームレスリング全日本チャンピオン